# Karl Sundqvist
Karl-Axel „Kalle” Sundqvist (ur. 29 listopada 1962 w Karlskronie) – szwedzki kajakarz, srebrny medalista olimpijski z Barcelony.
Trzykrotnie brał udział na igrzyskach olimpijskich (IO 84, IO 88, IO 92). W 1992 po medal sięgnął w dwójce na dystansie 1000 metrów, partnerował mu Gunnar Olsson. Złoty medalista z mistrzostw świata z 1985 roku w Mechelen, gdzie wraz z partnerami w czwórce zwyciężył na dystansie 1000 metrów. Ma także dwa srebrne oraz siedem brązowych medali mistrzostw świata.